# باشگاه فوتبال ویتام تاون
باشگاه فوتبال ویتام تاون (به انگلیسی: Witham Town Football Club) یک باشگاه فوتبال در شهر ویتام، کشور انگلستان است که در سال ۱۸۳۰ میلادی تأسیس شده‌است.